# Al DeWitt
Albert Hans DeWitt ist ein ehemaliger US-amerikanisch-deutscher Basketballspieler.

## Laufbahn
DeWitts Mutter stammte aus Augsburg, sein Vater war als Soldat der US-Streitkräfte zeitweise in Deutschland stationiert und später stellvertretender Bürgermeister der Stadt Alameda (US-Bundesstaat Kalifornien).
DeWitt spielte als Jugendlicher bis 1972 an der Encinal High School in Alameda. Der 2,03 Meter große Innenspieler stand zwischen 1972 und 1976 in 79 Partien für die Mannschaft der Weber State University in seiner Heimat USA auf dem Feld. Er erzielte in diesen Spielen Mittelwerte von 13,3 Punkten und 9,2 Rebounds. Im Draftverfahren der NBA im Jahr 1976 sicherten sich die Portland Trail Blazers in der siebten Runde an insgesamt 109. Stelle die Rechte an DeWitt.
Er spielte in Brasilien und ab 1977 beim MTV Wolfenbüttel in der deutschen Basketball-Bundesliga und im Europapokal. In der Saison 1978/79 erzielte er in Haupt- und Endrunde zusammengerechnet 725 Punkte und war damit bester Offensivspieler der Bundesliga. In der Saison 1979/80 kam DeWitt im europäischen Vereinswettbewerb Korać-Cup in mehreren Spielen auf 30 Punkte oder mehr. 1982 gewann er mit dem MTV den deutschen Pokalwettbewerb. DeWitt verdiente während seiner Zeit in der Bundesliga nicht ausschließlich mit Basketball sein Geld, sondern war zusätzlich als Bauarbeiter tätig. In der Saison 1982/83 spielte er für den Zweitligisten BC Giants Osnabrück.